# Felipe López Garrido
Felipe López Garrido (Sevilla, 10 de marzo de 1977) es un deportista español que compitió en tiro con arco, en la modalidad de arco recurvo.
Ganó una medalla de plata en el Campeonato Europeo de Tiro con Arco al Aire Libre de 2006, en la prueba de equipo. Participó en los Juegos Olímpicos de Atenas 2004, ocupando el 46.º lugar en la prueba individual.

## Palmarés internacional
| Campeonato Europeo al Aire Libre | Campeonato Europeo al Aire Libre | Campeonato Europeo al Aire Libre | Campeonato Europeo al Aire Libre |
| Año                              | Lugar                            | Medalla                          | Prueba                           |
| -------------------------------- | -------------------------------- | -------------------------------- | -------------------------------- |
| 2006                             | Atenas (Grecia)                  | Medalla de plata                 | Equipo                           |